# Єрохін Іван Михайлович
Іван Михайлович Єрохін (нар. 5 січня 1917, Російська імперія — пом. 2003, Дніпродзержинськ, Дніпропетровська область, Україна) — радянський футболіст та тренер, виступав на позиції півзахисника.

## Кар'єра гравця
Футбольну кар'єру розпочав в аматорському колективі «Металург» (Дніпродзержинськ). Під час Радянсько-німецької війни був капітаном команди та грав проти німецьких військових команд. Кар'єру футболіста завершив 1951 року.

## Кар'єра тренера
Ще будучи футболістом 1949 року розпочав тренерську діяльність. З 1949 по 1952 рік очолював дніпродзержинський «Металург». У 1960 року допомагав тренувати  дніпродзержинський «Хімік». потім протягом багатьох років навчав дітей у Спортивній школі Дніпропетровська. Найвідоміший серед його вихованців — Геннадій Литовченко.
Помер 2003 року в Дніпродзержинську у віці 83 років.

## Відзнаки
- Заслужений тренер Української РСР